# Alter englischer Hof

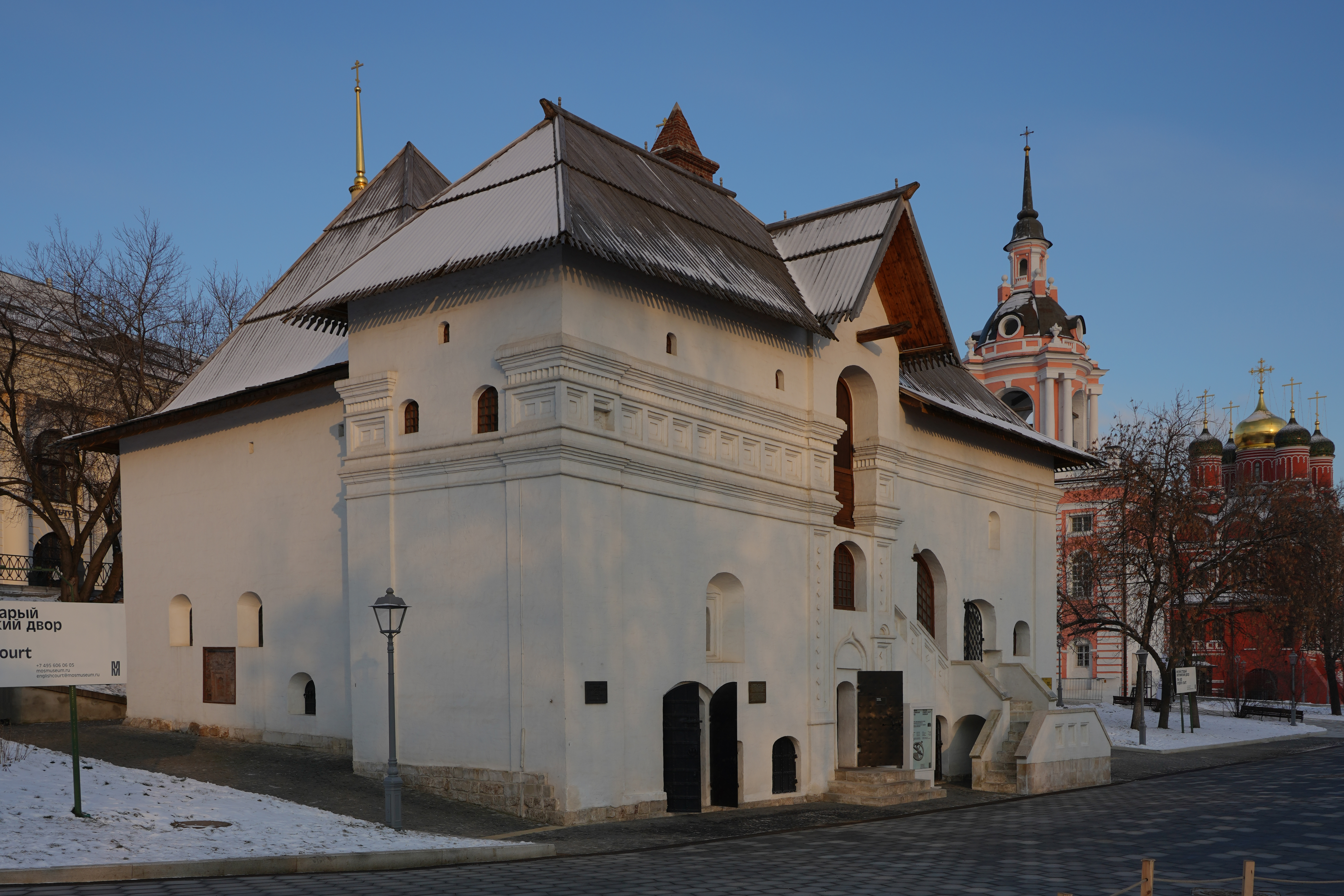
Alter englischer Hof in Moskau

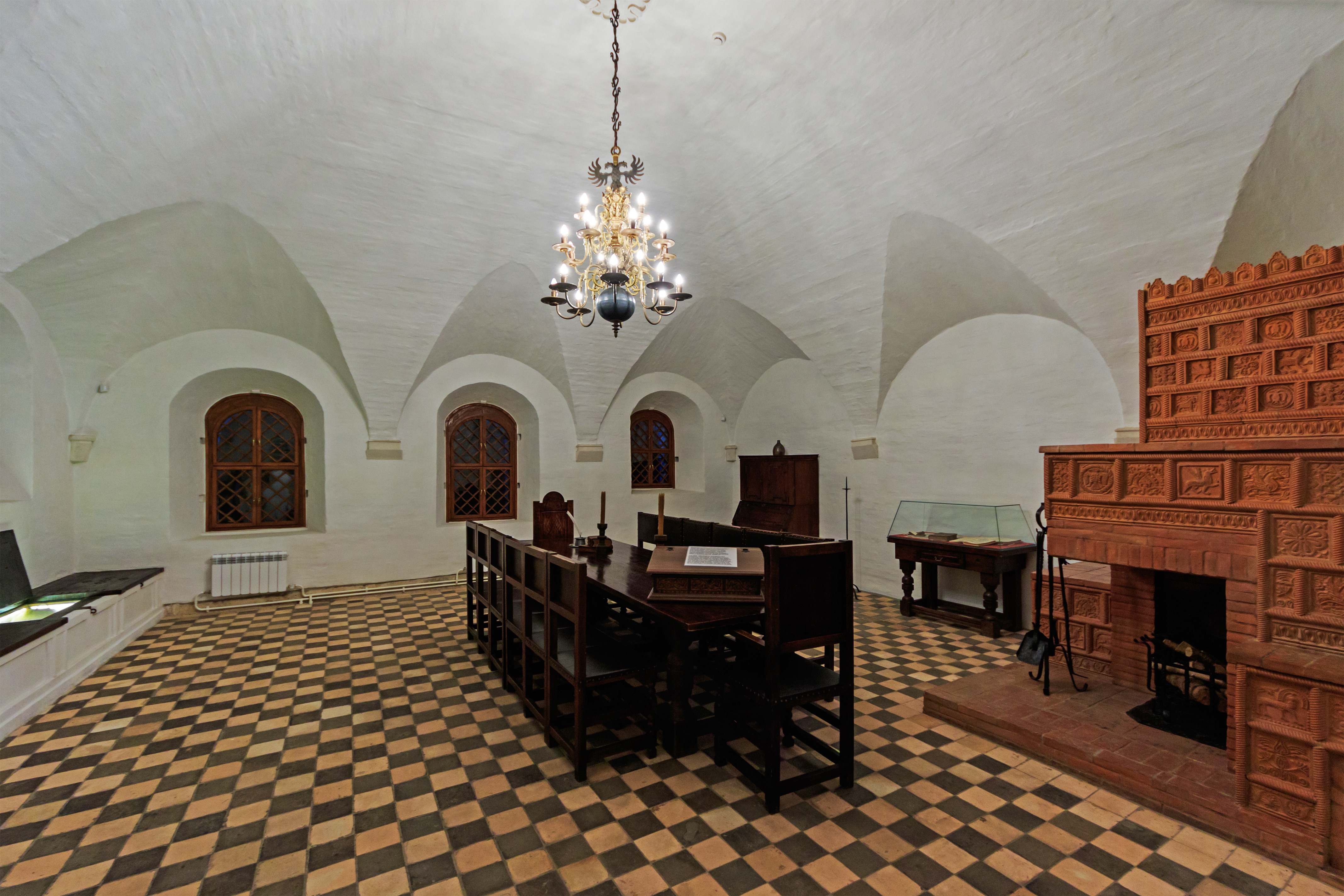
Empfangshalle im Inneren

Der Alte englische Hof (englisch Old English Court auch Old English Yard, russisch Старый английский двор) ist ein Gebäude aus dem frühen 16. Jahrhundert im historischen Stadtteil Kitai-Gorod in Moskau. Es handelt sich um eines der ältesten erhaltenen profanen Gebäude in Moskau. Es war im 16. und 17. Jahrhundert Sitz der englischen Muscovy Company. Später diente es unterschiedlichen Zwecke. Heute ist es ein Museum.

## Geschichte
Das Gebäude ist neben der Facettenkammer im Kreml das älteste profane Gebäude Moskaus. Es handelt sich um ein relativ kleines Gebäude aus massiven Mauern in der Nähe der Kirche der Heiligen Warwara. Der Bau umfasste Wohn- und Lagerräume sowie einen großen Festsaal.
Es gehörte ursprünglich dem Kaufmann Iwan Bobrischtschew. Nach dessen Tod fiel das Haus an den russischen Staat. Nachdem Richard Chancellor direkte wirtschaftliche Beziehungen zwischen England und Russland hergestellt hatte und die Muscovy Company gegründet worden war, wurde den Engländern 1556 von Iwan IV. als Niederlassung und Lagerhaus das Gebäude zugewiesen. Neben dem Handel diente der Bau auch den diplomatischen Kontakten beider Länder.
In der Mitte des 17. Jahrhunderts kam das Haus im Zuge der zeitweisen Ausweisung der englischen Kaufleute nach der Hinrichtung Karl I. wieder in russischen Besitz zurück. Es diente unterschiedlichsten Zwecken. Zar Peter der Große ließ dort im 18. Jahrhundert eine Schule einrichten. Zeitweise war es auch in Privatbesitz und diente Wohnzwecken. Es wurde im Laufe der Zeit stark baulich verändert.
Im 20. Jahrhundert wurde der Bau durch den Architekten P. D. Baranowski restauriert. Dabei wurde der Zustand aus der ersten Hälfte des 17. Jahrhunderts wiederhergestellt.
Im Zuge eines Staatsbesuchs von Elisabeth II. in Russland wurde in dem Gebäude ein Museum zur Geschichte des Gebäudes und des englisch-russischen Handels eröffnet. Wegen der hervorragenden akustischen Eigenschaften dient der Festsaal für Aufführungen alter Musik aus Renaissance und Barock. Das Gebäude ist auf einer russischen Briefmarke aus dem Jahr 1995 abgebildet.